# Jan Thesleff
Jan Thesleff, född 6 januari 1959 i Lund, är en svensk diplomat.

## Biografi
Thesleff studerade vid universiteten i Lund, Montpellier och Tunis 1979-1985 och arbetade därefter som projektledare och controller vid Alfa Laval i Lund 1986-1987. Han gick på UD:s diplomatprogram 1987-1988, var andre ambassadsekreterare vid ambassaden i Damaskus 1988-1991, andre ambassadsekreterare vid ambassaden i Tokyo 1991-1994 och ansvarig för handelsfrågor avseende Japan vid Utrikesdepartementet (UD) 1994-1996. Thesleff var därefter ambassadråd vid ambassaden i Kairo 1996-1999, ambassadråd vid den svenska EU-representationen i Bryssel med ansvar för Mellanöstern- och Nordafrikafrågor 1999-2003 och politisk rådgivare till EU:s särskilde sändebud för fredsprocessen i Mellanöstern (med placering i Bryssel) 2003-2006. Han var ambassadör i Riyadh, jämväl i Kuwait City, Muskat och Sanaa 2006-2011 samt ambassadör i Tunis och Tripoli (med placering i Stockholm) 2011-2014.
I maj 2014 utsågs han till ambassadör i Abu Dhabi (Förenade Arabemiraten) och blev i juni 2015 även ambassadör i Manama (Bahrain). I juli 2017 utsågs han till ambassadör i Kairo. I oktober 2020 utsågs Jan Thesleff till generalkommissarie – att leda arbetet i Kommittén för Sveriges deltagande i världsutställningen Expo 2020 i Dubai. Han tillträdde tjänsten i januari 2021.

## Utmärkelser
- H.M. Konungens medalj av 12:e storleken i Serafimerordens band, 28 januari 2025[4]